# 鄭日奎
郑日奎，字次公，號靜庵，江西贵溪人，清朝政治人物，進士出身。
順治十六年（1659年）登己亥科進士，改庶吉士，历官礼部郎中。有《蓉浦别集》。